# Elmira (New York, nagyváros)
Elmira nagyváros (city) az USA New York államában, Chemung megyében, melynek megyeszékhelye is. Lakosainak száma 26 523 fő (2020. április 1.).

## Népesség
A település népességének változása:

| 2010 | 29 200 |
| 2020 | 26 523 |